# Amici di Maria De Filippi (quattordicesima edizione, fase serale)
La quattordicesima edizione del talent show musicale Amici di Maria De Filippi è andata in onda nella sua fase serale dall'11 aprile al 5 giugno 2015 in prima serata su Canale 5 per nove puntate con la conduzione di Maria De Filippi. Tutte le puntate sono andate in onda di sabato, ad eccezione della finale che è andata in onda di venerdì (a causa della finale di Champions League tra Barcellona e Juventus). La sigla di apertura di quest'edizione, cantata dalle direttrici artistiche, è stata A Sky Full of Stars dei Coldplay.
Una novità di quest'edizione è stata la Magic Ball, una struttura con due sfere, una oro e una nera, che dà la possibilità, in caso di punteggio 3 a 0, alla squadra perdente, di giocarsi con un'unica prova tutti i punti, ribaltando il risultato, a condizione che la giuria voti la prova con l'unanimità. Spingendo nel percorso la sfera oro si accetta, spingendo la nera si rifiuta.
| Vincitori            | Vincitori          |
| Amici 14             | The Kolors         |
| -------------------- | ------------------ |
| Danza                | Virginia Tomarchio |
| Premio della Critica | The Kolors         |
| Premio RTL 102.5     | Briga              |

## Regolamento
Il regolamento vuole che i ragazzi, divisi in due squadre, capeggiate da altrettanti direttori artistici, si affrontino in sfide sottoposte al giudizio di una Giuria di Qualità. Al termine di ogni sfida, tre concorrenti vengono posti a rischio di eliminazione. I tre nomi vengono decisi dal direttore artistico, dai componenti e dai professori della squadra vincente. A questo punto, il coach della squadra perdente deve decidere chi salvare. I due concorrenti rimasti vengono valutati dai professori di squadra, che, a maggioranza, decidono chi deve lasciare il programma provvisoriamente. I due concorrenti eliminati si sfideranno e al termine del ballottaggio si decreterà l'eliminato ufficiale.
Il vincitore è unico che vincerà 150000 €, anche se il primo classificato della categoria perdente verrà ugualmente premiato con un "premio-consolazione" di 50000 €

## Concorrenti
In questa edizione i concorrenti ammessi al serale sono stati 12, così divisi:
| Squadra Bianca                                                                                                | Squadra Bianca                                                                                                | Squadra Bianca                                                                                                |                     | Squadra Blu                                                                                              | Squadra Blu                                                                                              | Squadra Blu                                                                                              |
| Direttore Artistico                                                                                           | Direttore Artistico                                                                                           | Direttore Artistico                                                                                           | Direttore Artistico | Direttore Artistico                                                                                      | Direttore Artistico                                                                                      | Direttore Artistico                                                                                      |
| --- | --- | --- | ------------------- | --- | --- | --- |
| - Emma | - Emma | - Emma |                     | - Elisa                                                                                                  | - Elisa                                                                                                  | - Elisa                                                                                                  |
| Professori | | |                     | | | |
| - Carlo Di Francesco (canto) - Alessandra Celentano (ballo) - Grazia Di Michele (canto) - Kledi Kadiu (ballo) | - Carlo Di Francesco (canto) - Alessandra Celentano (ballo) - Grazia Di Michele (canto) - Kledi Kadiu (ballo) | - Carlo Di Francesco (canto) - Alessandra Celentano (ballo) - Grazia Di Michele (canto) - Kledi Kadiu (ballo) |                     | - Francesco Sarcina (canto) - Garrison Rochelle (ballo) - Rudy Zerbi (canto) - Veronica Peparini (ballo) | - Francesco Sarcina (canto) - Garrison Rochelle (ballo) - Rudy Zerbi (canto) - Veronica Peparini (ballo) | - Francesco Sarcina (canto) - Garrison Rochelle (ballo) - Rudy Zerbi (canto) - Veronica Peparini (ballo) |
| Concorrenti                                                                                                   | | |                     | | | |
| Posizione | Nome | Disciplina |                     | Posizione                                                                                                | Nome | Disciplina                                                                                               |
| 2 | Briga (Mattia Bellegrandi)                                                                                    | rap |                     | 1 | The Kolors (Antonio "Stash" Fiordispino)                                                                 | band |
| 4 | Klaudia Pepa                                                                                                  | ballo |                     | 3 | Virginia Tomarchio                                                                                       | ballo |
| 6 | Valentina Tesio                                                                                               | canto |                     | 5 | Giorgio Albanese                                                                                         | hip hop                                                                                                  |
| 8 | Cristian Lo Presti                                                                                            | ballo |                     | 7 | Luca Tudisca                                                                                             | cantautorato                                                                                             |
| 9 | Shaila Gatta                                                                                                  | ballo |                     | 10 | Paola Marotta                                                                                            | canto |
| 12 | Davide Mogavero                                                                                               | canto |                     | 11 | Michele Nocca                                                                                            | ballo |

## Tabellone delle eliminazioni
Legenda:

  W   Vittoria squadra Bianca

   B    Vittoria squadra Blu

Candidato all'eliminazione:

 dal direttore artistico della squadra avversaria

 dai professori della squadra avversaria

 dalla squadra bianca

 dalla squadra blu

 forzatamente

     Salvato dal direttore artistico

     Salvato dai professori

     Eliminato/a

     In ballottaggio

     Non partecipa alla partita perché in ballottaggio

     Vince il ballottaggio ed è salvo

N.D. Non sottoposto a ballottaggio o non partecipa alla sfida in finale

     Finalista/Vince la sfida in finale

     Primo classificato della categoria perdente

     Vincitore

|            |            | 11/04      | 11/04      | 11/04      | 11/04      | 11/04      | 18/04                  | 18/04                  | 18/04                  | 18/04                  | 18/04                  | 25/04                  | 25/04                  | 25/04                  | 25/04                  | 25/04                  | 02/05                  | 02/05                  | 02/05                  | 02/05                  | 02/05                  | 09/05                  | 09/05                  | 09/05                  | 09/05                  | 09/05                  | 16/05                  | 16/05                  | 16/05                  | 16/05                  | 16/05                  | 23/05                  | 23/05                  | 23/05                  | 23/05                  | 23/05                  | 30/05                  | 30/05                  | 30/05                  | 30/05                  | 30/05                  | 05/06                  | 05/06                  | 05/06                  | 05/06                  | Disciplina |
| 1ª PUNTATA | 1ª PUNTATA | 1ª PUNTATA | 1ª PUNTATA | 1ª PUNTATA | 2ª PUNTATA | 2ª PUNTATA | 2ª PUNTATA             | 2ª PUNTATA             | 2ª PUNTATA             | 3ª PUNTATA             | 3ª PUNTATA             | 3ª PUNTATA             | 3ª PUNTATA             | 3ª PUNTATA             | 4ª PUNTATA             | 4ª PUNTATA             | 4ª PUNTATA             | 4ª PUNTATA             | 4ª PUNTATA             | 5ª PUNTATA             | 5ª PUNTATA             | 5ª PUNTATA             | 5ª PUNTATA             | 5ª PUNTATA             | 6ª PUNTATA             | 6ª PUNTATA             | 6ª PUNTATA             | 6ª PUNTATA             | 6ª PUNTATA             | 7ª PUNTATA             | 7ª PUNTATA             | 7ª PUNTATA             | 7ª PUNTATA             | 7ª PUNTATA             | SEMIFINALE             | SEMIFINALE             | SEMIFINALE             | SEMIFINALE             | SEMIFINALE             | FINALE                 | FINALE                 | FINALE                 | FINALE                 |                        |                        | Disciplina |
| ---------- | ---------- | ---------- | ---------- | ---------- | ---------- | ---------- | ---------------------- | ---------------------- | ---------------------- | ---------------------- | ---------------------- | ---------------------- | ---------------------- | ---------------------- | ---------------------- | ---------------------- | ---------------------- | ---------------------- | ---------------------- | ---------------------- | ---------------------- | ---------------------- | ---------------------- | ---------------------- | ---------------------- | ---------------------- | ---------------------- | ---------------------- | ---------------------- | ---------------------- | ---------------------- | ---------------------- | ---------------------- | ---------------------- | ---------------------- | ---------------------- | ---------------------- | ---------------------- | ---------------------- | ---------------------- | ---------------------- | ---------------------- | ---------------------- | ---------------------- | ---------------------- | ---------- |
| Vittoria   | Vittoria   | W          | W          | B          | B          |            | B                      | B                      | W                      | W                      |                        | W                      | W                      | B                      | B                      |                        | B                      | B                      | W                      | W                      |                        | B                      | B                      | W                      | W                      |                        | W                      | W                      | B                      | B                      |                        | B                      | B                      | B                      | B                      |                        | W                      | W                      | B                      | B                      | FINALE                 | FINALE                 | FINALE                 |                        |                        | Disciplina |
| Punteggio  | Punteggio  | 4          | 3          | 4          | 3          | 4          | 3                      | 5                      | 2                      | 4                      | 3                      | 6                      | 1                      | 6                      | 1                      | 5                      | 2                      | 4                      | 3                      | 7                      | 0                      | 4                      | 3                      | 5                      | 2                      | 4                      | 3                      | 4                      | 3                      | 7                      | 0                      | 7                      | 0                      |                        |                        |                        |                        |                        |                        | FINALE                 | FINALE                 | FINALE                 | FINALE                 |                        |                        | Disciplina |
| 1          | The Kolors | -          | -          | [ 2 ]      | [ 2 ]      | N.D.       | [ 3 ]                  | [ 3 ]                  | -                      | -                      | N.D.                   | -                      | -                      | [ 3 ]                  | [ 3 ]                  | N.D.                   | [ 3 ]                  | [ 3 ]                  | -                      | -                      | N.D.                   | [ 4 ]                  | [ 4 ]                  | -                      | -                      | N.D.                   | -                      | -                      | [ 4 ]                  | [ 4 ]                  | N.D.                   | [ 4 ]                  | [ 4 ]                  |                        |                        | N.D.                   | -                      | -                      |                        |                        | N.D.                   | N.D.                   |                        | 1°                     | VINCITORI              | band       |
| 2          | Briga      | [ 5 ]      | [ 5 ]      | -          | -          | N.D.       | -                      | -                      | [ 5 ]                  | [ 5 ]                  | N.D.                   | [ 5 ]                  | [ 5 ]                  | -                      | -                      | N.D.                   | -                      | -                      | [ 6 ]                  | [ 6 ]                  | N.D.                   | -                      | -                      | [ 6 ]                  | [ 6 ]                  | N.D.                   | [ 6 ]                  | [ 6 ]                  | -                      | -                      | N.D.                   | -                      | -                      |                        |                        | N.D.                   | [ 6 ]                  | [ 6 ]                  |                        |                        | N.D.                   | N.D.                   | N.D.                   | 2º                     | SECONDO                | rap        |
| 3          | Virginia   |            |            | [ 2 ]      | [ 2 ]      | N.D.       | [ 4 ]                  | [ 4 ]                  | -                      | -                      | N.D.                   | -                      | -                      | [ 4 ]                  | [ 4 ]                  | N.D.                   | [ 4 ]                  | [ 4 ]                  |                        |                        |                        | [ 4 ]                  | [ 4 ]                  |                        |                        | N.D.                   |                        |                        | [ 4 ]                  | [ 4 ]                  | N.D.                   | [ 4 ]                  | [ 4 ]                  |                        |                        | N.D.                   |                        |                        |                        |                        | N.D.                   |                        |                        | TERZA                  | TERZA                  | ballo      |
| 4          | Klaudia    | [ 5 ]      | [ 5 ]      | -          | -          | N.D.       | -                      | -                      | [ 5 ]                  | [ 5 ]                  | N.D.                   | [ 5 ]                  | [ 5 ]                  | -                      | -                      | N.D.                   | -                      | -                      | [ 6 ]                  | [ 6 ]                  | N.D.                   |                        |                        | [ 7 ]                  | [ 7 ]                  | N.D.                   | [ 7 ]                  | [ 7 ]                  |                        |                        |                        |                        |                        |                        |                        |                        | [ 6 ]                  | [ 6 ]                  |                        |                        |                        |                        | QUARTA                 | QUARTA                 | QUARTA                 | ballo      |
| 5          | Giorgio    | -          | -          | [ 2 ]      | [ 2 ]      | N.D.       | [ 3 ]                  | [ 3 ]                  | -                      | -                      | N.D.                   |                        |                        | [ 3 ]                  | [ 3 ]                  | N.D.                   | [ 3 ]                  | [ 3 ]                  |                        |                        | N.D.                   | [ 8 ]                  | [ 8 ]                  |                        |                        |                        |                        |                        | [ 4 ]                  | [ 4 ]                  | N.D.                   | [ 4 ]                  | [ 4 ]                  |                        |                        | N.D.                   |                        |                        |                        |                        |                        | ELIMINATO (Semifinale) | ELIMINATO (Semifinale) | ELIMINATO (Semifinale) | ELIMINATO (Semifinale) | hip hop    |
| 6          | Valentina  | [ 5 ]      | [ 5 ]      | -          | -          | N.D.       |                        |                        | [ 5 ]                  | [ 5 ]                  | N.D.                   | [ 5 ]                  | [ 5 ]                  |                        |                        |                        |                        |                        | [ 6 ]                  | [ 6 ]                  | N.D.                   |                        |                        | [ 6 ]                  | [ 6 ]                  | N.D.                   | [ 6 ]                  | [ 6 ]                  |                        |                        | N.D.                   |                        |                        |                        |                        |                        | ELIMINATA (7ª Puntata) | ELIMINATA (7ª Puntata) | ELIMINATA (7ª Puntata) | ELIMINATA (7ª Puntata) | ELIMINATA (7ª Puntata) | ELIMINATA (7ª Puntata) | ELIMINATA (7ª Puntata) | ELIMINATA (7ª Puntata) | ELIMINATA (7ª Puntata) | canto      |
| 7          | Luca       |            |            |            |            |            | [ 3 ]                  | [ 3 ]                  |                        |                        | N.D.                   |                        |                        | [ 9 ]                  | [ 9 ]                  | N.D.                   | [ 9 ]                  | [ 9 ]                  |                        |                        | N.D.                   | [ 9 ]                  | [ 9 ]                  |                        |                        | N.D.                   |                        |                        |                        |                        |                        | ELIMINATO (6ª Puntata) | ELIMINATO (6ª Puntata) | ELIMINATO (6ª Puntata) | ELIMINATO (6ª Puntata) | ELIMINATO (6ª Puntata) | ELIMINATO (6ª Puntata) | ELIMINATO (6ª Puntata) | ELIMINATO (6ª Puntata) | ELIMINATO (6ª Puntata) | ELIMINATO (6ª Puntata) | ELIMINATO (6ª Puntata) | ELIMINATO (6ª Puntata) | ELIMINATO (6ª Puntata) | ELIMINATO (6ª Puntata) | canto      |
| 8          | Cristian   | [ 5 ]      | [ 5 ]      |            |            | N.D.       |                        |                        |                        |                        |                        | [ 5 ]                  | [ 5 ]                  |                        |                        | N.D.                   |                        |                        | [ 7 ]                  | [ 7 ]                  | N.D.                   |                        |                        |                        |                        |                        | ELIMINATO (5ª Puntata) | ELIMINATO (5ª Puntata) | ELIMINATO (5ª Puntata) | ELIMINATO (5ª Puntata) | ELIMINATO (5ª Puntata) | ELIMINATO (5ª Puntata) | ELIMINATO (5ª Puntata) | ELIMINATO (5ª Puntata) | ELIMINATO (5ª Puntata) | ELIMINATO (5ª Puntata) | ELIMINATO (5ª Puntata) | ELIMINATO (5ª Puntata) | ELIMINATO (5ª Puntata) | ELIMINATO (5ª Puntata) | ELIMINATO (5ª Puntata) | ELIMINATO (5ª Puntata) | ELIMINATO (5ª Puntata) | ELIMINATO (5ª Puntata) | ELIMINATO (5ª Puntata) | ballo      |
| 9          | Shaila     | [ 5 ]      | [ 5 ]      |            |            | N.D.       |                        |                        | [ 5 ]                  | [ 5 ]                  | N.D.                   | [ 5 ]                  | [ 5 ]                  |                        |                        | N.D.                   |                        |                        |                        |                        |                        | ELIMINATA (4ª Puntata) | ELIMINATA (4ª Puntata) | ELIMINATA (4ª Puntata) | ELIMINATA (4ª Puntata) | ELIMINATA (4ª Puntata) | ELIMINATA (4ª Puntata) | ELIMINATA (4ª Puntata) | ELIMINATA (4ª Puntata) | ELIMINATA (4ª Puntata) | ELIMINATA (4ª Puntata) | ELIMINATA (4ª Puntata) | ELIMINATA (4ª Puntata) | ELIMINATA (4ª Puntata) | ELIMINATA (4ª Puntata) | ELIMINATA (4ª Puntata) | ELIMINATA (4ª Puntata) | ELIMINATA (4ª Puntata) | ELIMINATA (4ª Puntata) | ELIMINATA (4ª Puntata) | ELIMINATA (4ª Puntata) | ELIMINATA (4ª Puntata) | ELIMINATA (4ª Puntata) | ELIMINATA (4ª Puntata) | ELIMINATA (4ª Puntata) | ballo      |
| 10         | Paola      | -          | -          | [ 2 ]      | [ 2 ]      | N.D.       | [ 3 ]                  | [ 3 ]                  |                        |                        | N.D.                   |                        |                        |                        |                        |                        | ELIMINATA (3ª Puntata) | ELIMINATA (3ª Puntata) | ELIMINATA (3ª Puntata) | ELIMINATA (3ª Puntata) | ELIMINATA (3ª Puntata) | ELIMINATA (3ª Puntata) | ELIMINATA (3ª Puntata) | ELIMINATA (3ª Puntata) | ELIMINATA (3ª Puntata) | ELIMINATA (3ª Puntata) | ELIMINATA (3ª Puntata) | ELIMINATA (3ª Puntata) | ELIMINATA (3ª Puntata) | ELIMINATA (3ª Puntata) | ELIMINATA (3ª Puntata) | ELIMINATA (3ª Puntata) | ELIMINATA (3ª Puntata) | ELIMINATA (3ª Puntata) | ELIMINATA (3ª Puntata) | ELIMINATA (3ª Puntata) | ELIMINATA (3ª Puntata) | ELIMINATA (3ª Puntata) | ELIMINATA (3ª Puntata) | ELIMINATA (3ª Puntata) | ELIMINATA (3ª Puntata) | ELIMINATA (3ª Puntata) | ELIMINATA (3ª Puntata) | ELIMINATA (3ª Puntata) | ELIMINATA (3ª Puntata) | canto      |
| 11         | Michele    |            |            | [ 4 ]      | [ 4 ]      | N.D.       | [ 3 ]                  | [ 3 ]                  |                        |                        |                        | ELIMINATO (2ª Puntata) | ELIMINATO (2ª Puntata) | ELIMINATO (2ª Puntata) | ELIMINATO (2ª Puntata) | ELIMINATO (2ª Puntata) | ELIMINATO (2ª Puntata) | ELIMINATO (2ª Puntata) | ELIMINATO (2ª Puntata) | ELIMINATO (2ª Puntata) | ELIMINATO (2ª Puntata) | ELIMINATO (2ª Puntata) | ELIMINATO (2ª Puntata) | ELIMINATO (2ª Puntata) | ELIMINATO (2ª Puntata) | ELIMINATO (2ª Puntata) | ELIMINATO (2ª Puntata) | ELIMINATO (2ª Puntata) | ELIMINATO (2ª Puntata) | ELIMINATO (2ª Puntata) | ELIMINATO (2ª Puntata) | ELIMINATO (2ª Puntata) | ELIMINATO (2ª Puntata) | ELIMINATO (2ª Puntata) | ELIMINATO (2ª Puntata) | ELIMINATO (2ª Puntata) | ELIMINATO (2ª Puntata) | ELIMINATO (2ª Puntata) | ELIMINATO (2ª Puntata) | ELIMINATO (2ª Puntata) | ELIMINATO (2ª Puntata) | ELIMINATO (2ª Puntata) | ELIMINATO (2ª Puntata) | ELIMINATO (2ª Puntata) | ELIMINATO (2ª Puntata) | ballo      |
| 12         | Davide     | [ 5 ]      | [ 5 ]      |            |            |            | ELIMINATO (1ª Puntata) | ELIMINATO (1ª Puntata) | ELIMINATO (1ª Puntata) | ELIMINATO (1ª Puntata) | ELIMINATO (1ª Puntata) | ELIMINATO (1ª Puntata) | ELIMINATO (1ª Puntata) | ELIMINATO (1ª Puntata) | ELIMINATO (1ª Puntata) | ELIMINATO (1ª Puntata) | ELIMINATO (1ª Puntata) | ELIMINATO (1ª Puntata) | ELIMINATO (1ª Puntata) | ELIMINATO (1ª Puntata) | ELIMINATO (1ª Puntata) | ELIMINATO (1ª Puntata) | ELIMINATO (1ª Puntata) | ELIMINATO (1ª Puntata) | ELIMINATO (1ª Puntata) | ELIMINATO (1ª Puntata) | ELIMINATO (1ª Puntata) | ELIMINATO (1ª Puntata) | ELIMINATO (1ª Puntata) | ELIMINATO (1ª Puntata) | ELIMINATO (1ª Puntata) | ELIMINATO (1ª Puntata) | ELIMINATO (1ª Puntata) | ELIMINATO (1ª Puntata) | ELIMINATO (1ª Puntata) | ELIMINATO (1ª Puntata) | ELIMINATO (1ª Puntata) | ELIMINATO (1ª Puntata) | ELIMINATO (1ª Puntata) | ELIMINATO (1ª Puntata) | ELIMINATO (1ª Puntata) | ELIMINATO (1ª Puntata) | ELIMINATO (1ª Puntata) | ELIMINATO (1ª Puntata) | ELIMINATO (1ª Puntata) | canto      |

### Podio generale
|       |            |    |  |         |
|       |            |    |  | 4º      |
|       | The Kolors |    |  | Klaudia |
| Briga | The Kolors |    |  |         |
| 1º    | Virginia   |    |  |         |
| 1º    | Virginia   | 2º |  |         |
| 1º    | 3º         |    |  |         |

### Podio canto
|       |            |    |  |      |
|       |            |    |  | 4º   |
|       | The Kolors |    |  | Luca |
| Briga | The Kolors |    |  |      |
| 1º    | Valentina  |    |  |      |
| 1º    | Valentina  | 2º |  |      |
| 1º    | 3º         |    |  |      |

### Podio danza
|         |          |    |  |          |
|         |          |    |  | 4º       |
|         | Virginia |    |  | Cristian |
| Klaudia | Virginia |    |  |          |
| 1º      | Giorgio  |    |  |          |
| 1º      | Giorgio  | 2º |  |          |
| 1º      | 3º       |    |  |          |

## Tabellone delle esibizioni
Legenda:
     Prova vinta dai Bianchi.

     Prova vinta dai Blu.

     Prova di canto

     Prova di ballo

     Prova mista

### 1ª puntata
La prima puntata del serale, registrata il 4 aprile 2015, è andata in onda l'11 aprile. La terza prova di ogni partita ha risultato secretato.

#### Prima Partita
La prima partita vede vittoriosa la squadra Bianca per 4 a 3.
| PROVA    | SQUADRA BLU              | SQUADRA BLU      | PUNTI | PUNTI | SQUADRA BIANCA                | SQUADRA BIANCA                         |
| -------- | ------------------------ | ---------------- | ----- | ----- | ----------------------------- | -------------------------------------- |
| I        | The Kolors               | Maniac           | 1     | 0     | Cristian                      | Anima fragile                          |
| II       | Giorgio                  | Il carrozzone    | 0     | 1     | Canto Bianchi con Emma        | Mash up Ready or not / Chandelier      |
| III      | Paola con Gianni Morandi | C'era un ragazzo | 1     | 2     | Valentina e Davide con i Modà | Medley Come in un film / Sono già solo |
| IV       | The Kolors               | Everytime        | 1     | 0     | Briga                         | Buonanotte fiorellino                  |
| V        | Canto Blu e Giorgio      | FourFiveSeconds  | 0     | 1     | Shaila                        | Gli uomini non cambiano                |
| VITTORIA | SQUADRA BIANCA           | SQUADRA BIANCA   | 3     | 4     | LUCA                          | LUCA                                   |

#### Seconda Partita
La seconda partita, con medesimo punteggio, viene vinta dai Blu.
| PROVA    | SQUADRA BLU | SQUADRA BLU            | PUNTI | PUNTI | SQUADRA BIANCA | SQUADRA BIANCA         |
| -------- | ----------- | ---------------------- | ----- | ----- | -------------- | ---------------------- |
| I        | The Kolors  | Uptown Funk            | 0     | 1     | Valentina      | Tu si na cosa grande   |
| II       | Michele     | I maschi               | 0     | 1     | Briga          | Formidable             |
| III      | Elisa       | Comparata CANTO Caruso | 3     | 0     | Emma           | Comparata CANTO Caruso |
| IV       | Paola       | E penso a te           | 0     | 1     | Klaudia        | Una furtiva lagrima    |
| V        | Virginia    | Il cielo in una stanza | 1     | 0     | Ballo Bianchi  | Ta fête                |
| VITTORIA | SQUADRA BLU | SQUADRA BLU            | 4     | 3     | DAVIDE         | DAVIDE                 |

#### Ballottaggio
| PROVA    | LUCA              | DAVIDE             |
| -------- | ----------------- | ------------------ |
| I        | Dialogo (inedito) | Overdose (d'amore) |
| VITTORIA | LUCA              | DAVIDE             |

### 2ª puntata
La seconda puntata del serale, registrata l'11 aprile 2015, è andata in onda il 18 aprile. La terza prova di ogni partita ha risultato secretato.

#### Prima Partita
La prima partita, per 4 a 3, vede vittoriosa la squadra Blu.
| PROVA    | SQUADRA BLU | SQUADRA BLU        | PUNTI | PUNTI | SQUADRA BIANCA | SQUADRA BIANCA          |
| -------- | ----------- | ------------------ | ----- | ----- | -------------- | ----------------------- |
| I        | The Kolors  | Pompeii            | 1     | 0     | Valentina      | Come together           |
| II       | Ballo Blu   | Il lago dei cigni  | 0     | 1     | Cristian       | Ho conosciuto il dolore |
| III      | The Kolors  | Shout              | 2     | 1     | Emma e Briga   | Schiena                 |
| IV       | Paola       | Because the night  | 0     | 1     | Klaudia        | Say Something           |
| V        | Virginia    | Soave sia il vento | 1     | 0     | Briga          | L'amore è qua           |
| VITTORIA | SQUADRA BLU | SQUADRA BLU        | 4     | 3     | CRISTIAN       | CRISTIAN                |

#### Seconda partita
La seconda partita, per 5 a 2, viene vinta dai Bianchi.
| PROVA    | SQUADRA BLU                  | SQUADRA BLU          | PUNTI | PUNTI | SQUADRA BIANCA          | SQUADRA BIANCA              |
| -------- | ---------------------------- | -------------------- | ----- | ----- | ----------------------- | --------------------------- |
| I        | Giorgio                      | Portami a ballare    | 0     | 1     | Briga con Tiziano Ferro | Indietro                    |
| II       | Stash con Alessandra Amoroso | Me minus you         | 1     | 0     | Shaila                  | Womanizer                   |
| III      | Luca                         | Solo3min             | 0     | 3     | Valentina               | E non finisce mica il cielo |
| IV       | Giorgio                      | Freestyle Battle     | 0     | 1     | Klaudia                 | In equilibrio               |
| V        | Canto Blu                    | The sound of silence | 1     | 0     | Canto Bianchi           | Baby can I hold you tonight |
| VITTORIA | SQUADRA BIANCA               | SQUADRA BIANCA       | 2     | 5     | MICHELE                 | MICHELE                     |

#### Ballottaggio
| PROVA    | CRISTIAN            | MICHELE                |
| -------- | ------------------- | ---------------------- |
| I        | Ti porto via con me | Baby It's Cold Outside |
| VITTORIA | CRISTIAN            | MICHELE                |

### 3ª puntata
La terza puntata del serale, registrata il 18 aprile 2015, è andata in onda il 25 aprile. La terza prova di ogni partita ha risultato secretato. 

#### Prima Partita
La prima partita, per 4 a 3, vede vittoriosa la squadra Bianca.
| PROVA    | SQUADRA BLU    | SQUADRA BLU                              | PUNTI | PUNTI | SQUADRA BIANCA | SQUADRA BIANCA                |
| -------- | -------------- | ---------------------------------------- | ----- | ----- | -------------- | ----------------------------- |
| I        | Elisa          | Prova Sanremo Luce (Tramonti a nord est) | 1     | 0     | Emma           | Prova Sanremo Non è l'inferno |
| II       | Ballo Blu      | Il mio amore un dì verrà                 | 0     | 1     | Klaudia        | Preferisco così               |
| III      | The Kolors     | The power of love                        | 1     | 2     | Emma e Briga   | Sei di mattina                |
| IV       | Virginia       | Carmen                                   | 1     | 0     | Shaila         | Haunted                       |
| V        | Paola e Stash  | Love me like you do                      | 0     | 1     | Valentina      | Margherita                    |
| VITTORIA | SQUADRA BIANCA | SQUADRA BIANCA                           | 3     | 4     | PAOLA          | PAOLA                         |

#### Seconda partita
La seconda partita viene vinta, per 6 a 1, dai Blu.
| PROVA    | SQUADRA BLU  | SQUADRA BLU           | PUNTI | PUNTI | SQUADRA BIANCA               | SQUADRA BIANCA      |
| -------- | ------------ | --------------------- | ----- | ----- | ---------------------------- | ------------------- |
| I        | Luca con Nek | Fatti avanti amore    | 1     | 0     | Briga                        | Signora Lia         |
| II       | Giorgio      | Ruberò per te la luna | 1     | 0     | Cristian                     | Wrecking ball       |
| III      | Squadra Blu  | Beat It               | 3     | 0     | Valentina con Gianna Nannini | Lontano dagli occhi |
| IV       | The Kolors   | My Queen              | 0     | 1     | Klaudia                      | Big Spender         |
| V        | Giorgio      | Cinema                | 1     | 0     | Squadra Bianca               | Without you         |
| VITTORIA | SQUADRA BLU  | SQUADRA BLU           | 6     | 1     | VALENTINA                    | VALENTINA           |

#### Ballottaggio
| PROVA    | PAOLA            | VALENTINA    |
| -------- | ---------------- | ------------ |
| I        | Who's loving you | Stay with me |
| VITTORIA | VALENTINA        | PAOLA        |

### 4ª puntata
La quarta puntata del serale, registrata il 25 aprile 2015, è andata in onda il 2 maggio. La terza prova di ogni partita ha risultato secretato. 

#### Prima Partita
La prima partita, per 6 a 1, vede vittoriosa la squadra Blu.
| PROVA    | SQUADRA BLU                  | SQUADRA BLU                           | PUNTI | PUNTI | SQUADRA BIANCA    | SQUADRA BIANCA                     |
| -------- | ---------------------------- | ------------------------------------- | ----- | ----- | ----------------- | ---------------------------------- |
| I        | The Kolors con Marco Mengoni | Superstition                          | 1     | 0     | Briga con Il Volo | Grande amore                       |
| II       | Virginia                     | Medley Grande Grande Grande / Requiem | 1     | 0     | Valentina         | Over the rainbow                   |
| III      | Canto Blu con Elisa          | Somebody to love                      | 3     | 0     | Klaudia           | Ma che freddo fa                   |
| IV       | The Kolors                   | Il mondo                              | 1     | 0     | Briga             | Hey Jude                           |
| V        | Luca                         | Il soldato non vedente                | 0     | 1     | Shaila            | Something Bigger, Something Better |
| VITTORIA | SQUADRA BLU                  | SQUADRA BLU                           | 6     | 1     | SHAILA            | SHAILA                             |

#### Seconda partita
La seconda partita, per 5 a 2, viene vinta dai Bianchi.
| PROVA    | SQUADRA BLU          | SQUADRA BLU           | PUNTI | PUNTI | SQUADRA BIANCA      | SQUADRA BIANCA  |
| -------- | -------------------- | --------------------- | ----- | ----- | ------------------- | --------------- |
| I        | Luca con i Dear Jack | Eterna                | 1     | 0     | Valentina con Fedez | L'amore eternit |
| II       | Giorgio              | Arriverà              | 0     | 1     | Ballo Bianchi       | Til enda        |
| III      | Virginia             | Stranger in the night | 0     | 3     | Emma e Valentina    | In ogni cosa    |
| IV       | The Kolors           | Everytime             | 0     | 1     | Klaudia             | Donna con te    |
| V        | Giorgio              | La guerra di Piero    | 1     | 0     | Briga               | Imagine         |
| VITTORIA | SQUADRA BIANCA       | SQUADRA BIANCA        | 2     | 5     | VIRGINIA            | VIRGINIA        |

#### Ballottaggio
| PROVA    | SHAILA               | VIRGINIA         |
| -------- | -------------------- | ---------------- |
| I        | La sera dei miracoli | Humilty and love |
| VITTORIA | VIRGINIA             | SHAILA           |

### 5ª puntata
La quinta puntata, registrata il 2 maggio, è andata in onda il 9 maggio. La terza prova di ogni partita ha risultato secretato.

#### Prima Partita
La prima partita, per 4 a 3, vede vittoriosa la squadra Blu.
| PROVA    | SQUADRA BLU               | SQUADRA BLU                | PUNTI | PUNTI | SQUADRA BIANCA          | SQUADRA BIANCA          |
| -------- | ------------------------- | -------------------------- | ----- | ----- | ----------------------- | ----------------------- |
| I        | Elisa con Francesco Renga | Vivendo adesso             | 0     | 1     | Emma con Loredana Bertè | Dedicato                |
| II       | Luca                      | Overjoyed                  | 1     | 0     | Valentina               | Proud Mary              |
| III      | The Kolors                | Notorious                  | 1     | 2     | Ballo Bianchi           | The lady is a tramp     |
| IV       | Virginia                  | Via con me                 | 1     | 0     | Briga                   | Le stesse molecole      |
| V        | The Kolors con Elisa      | Medley Broken / A modo tuo | 1     | 0     | Cristian                | La canzone degli amanti |
| VITTORIA | SQUADRA BLU               | SQUADRA BLU                | 4     | 3     | CRISTIAN                | CRISTIAN                |

#### Seconda partita
La seconda partita, per 7 a 0, viene vinta dai Bianchi.
| PROVA    | SQUADRA BLU           | SQUADRA BLU    | PUNTI | PUNTI | SQUADRA BIANCA              | SQUADRA BIANCA                             |
| -------- | --------------------- | -------------- | ----- | ----- | --------------------------- | ------------------------------------------ |
| I        | Luca                  | A te           | 0     | 1     | Valentina                   | La costruzione di un amore                 |
| II       | Giorgio               | Fym            | 0     | 1     | Briga                       | Esistendo                                  |
| III      | The Kolors            | Great Escape   | 0     | 3     | Klaudia con Massimo Ranieri | Se bruciasse la città                      |
| IV       | Giorgio con Marracash | 20 anni (Peso) | 0     | 1     | Canto Bianchi               | Medley Every breath you take / Stand By Me |
| V        | Virginia              | Les bourgeois  | 0     | 1     | Klaudia                     | 1,2,3                                      |
| VITTORIA | SQUADRA BIANCA        | SQUADRA BIANCA | 0     | 7     | GIORGIO                     | GIORGIO                                    |

#### Ballottaggio
| PROVA    | CRISTIAN                | GIORGIO             |
| -------- | ----------------------- | ------------------- |
| I        | Via le mani dagli occhi | Depth over distance |
| VITTORIA | GIORGIO                 | CRISTIAN            |

### 6ª puntata
La sesta puntata del serale, registrata il 9 maggio 2015, è andata in onda il 16 maggio. La terza prova di ogni partita ha risultato secretato.

#### Prima Partita
La prima partita, per 4 a 3, vede vittoriosa la squadra Bianca.
| PROVA    | SQUADRA BLU         | SQUADRA BLU                           | PUNTI | PUNTI | SQUADRA BIANCA         | SQUADRA BIANCA                          |
| -------- | ------------------- | ------------------------------------- | ----- | ----- | ---------------------- | --------------------------------------- |
| I        | Canto Blu con Elisa | Medley Stay / Together / L'anima vola | 1     | 0     | Canto Bianchi con Emma | Medley Calore / Dimentico Tutto / Amami |
| II       | Luca                | Purple Rain                           | 1     | 0     | Briga                  | Fuori dal tunnel                        |
| III      | The Kolors          | Without You                           | 1     | 2     | Klaudia                | Be Italian                              |
| IV       | Giorgio             | The blower's daughter                 | 0     | 1     | Valentina              | Io vivrò (senza te)                     |
| V        | Luca                | Happy                                 | 0     | 1     | Klaudia                | I surrender                             |
| VITTORIA | SQUADRA BIANCA      | SQUADRA BIANCA                        | 3     | 4     | LUCA                   | LUCA                                    |

#### Seconda Partita
La seconda partita, per 5 a 2, viene vinta dai Blu.
| PROVA    | SQUADRA BLU         | SQUADRA BLU             | PUNTI | PUNTI | SQUADRA BIANCA               | SQUADRA BIANCA          |
| -------- | ------------------- | ----------------------- | ----- | ----- | ---------------------------- | ----------------------- |
| I        | The Kolors          | Smells like teen spirit | 1     | 0     | Briga con Antonello Venditti | Roma capoccia           |
| II       | Virginia            | Le quattro stagioni     | 1     | 0     | Klaudia                      | Kill and run            |
| III      | The Kolors con J-Ax | Time is running out     | 3     | 0     | Emma e Briga                 | Cade la pioggia         |
| IV       | Giorgio             | Iron                    | 0     | 1     | Valentina                    | Bella senz'anima        |
| V        | The Kolors          | Everytime               | 0     | 1     | Klaudia                      | Comptine d'un autre été |
| VITTORIA | SQUADRA BLU         | SQUADRA BLU             | 5     | 2     | KLAUDIA                      | KLAUDIA                 |

#### Ballottaggio
| PROVA    | LUCA    | KLAUDIA     |
| -------- | ------- | ----------- |
| I        | Intanto | Tutt'al più |
| VITTORIA | KLAUDIA | LUCA        |

### 7ª puntata
La settima puntata del serale, registrata il 16 maggio 2015, è andata in onda il 23 maggio. La terza prova di ogni partita ha risultato secretato. 

#### Prima Partita
La prima partita, per 4 a 3, vede vittoriosa la squadra Blu.
| PROVA    | SQUADRA BLU      | SQUADRA BLU                     | PUNTI | PUNTI | SQUADRA BIANCA | SQUADRA BIANCA   |
| -------- | ---------------- | ------------------------------- | ----- | ----- | -------------- | ---------------- |
| I        | The Kolors       | Relax                           | 1     | 0     | Emma e Briga   | Fuori dal tunnel |
| II       | Giorgio ed Elisa | Dancing                         | 1     | 0     | Valentina      | Sei bellissima   |
| III      | The Kolors       | And I love her                  | 1     | 2     | Klaudia e Emma | Guarda che luna  |
| IV       | Giorgio          | Medley Mattinata / Sweet dreams | 0     | 1     | Briga          | Sei di mattina   |
| V        | Stash            | Napulè                          | 1     | 0     | Klaudia        | Everybody hurts  |
| VITTORIA | SQUADRA BLU      | SQUADRA BLU                     | 4     | 3     | KLAUDIA        | KLAUDIA          |

#### Seconda Partita
La seconda partita, con medesimo punteggio, viene vinta ancora dai Blu.
| PROVA    | SQUADRA BLU                  | SQUADRA BLU                                                   | PUNTI | PUNTI | SQUADRA BIANCA             | SQUADRA BIANCA                                                |
| -------- | ---------------------------- | ------------------------------------------------------------- | ----- | ----- | -------------------------- | ------------------------------------------------------------- |
| I        | Elisa                        | COMPARATA con Fiorella Mannoia Quello che le donne non dicono | 0     | 1     | Emma                       | COMPARATA con Fiorella Mannoia Quello che le donne non dicono |
| II       | The Kolors con i Tiromancino | La descrizione di un attimo                                   | 0     | 1     | Briga                      | La nuova stella di Broadway                                   |
| III      | Virginia                     | Schindler's list                                              | 3     | 0     | Valentina                  | Piece of my heart                                             |
| IV       | Elisa e The Kolors           | Realize                                                       | 1     | 0     | Briga                      | Tu                                                            |
| V        | Giorgio                      | Band Ova                                                      | 0     | 1     | Valentina con Malika Ayane | Senza fare sul serio                                          |
| VITTORIA | SQUADRA BLU                  | SQUADRA BLU                                                   | 4     | 3     | VALENTINA                  | VALENTINA                                                     |

#### Ballottaggio
| PROVA    | KLAUDIA             | VALENTINA    |
| -------- | ------------------- | ------------ |
| I        | I'm an albatraoz    | In ogni cosa |
| II       | Quejas de bandoneon | Who You Are  |
| VITTORIA | KLAUDIA             | VALENTINA    |

### Semifinale
La semifinale del serale, registrata il 24 maggio 2015, è andata in onda il 30 maggio. La terza prova di ogni partita ha risultato secretato. 

#### Prima Partita
La prima partita, per 7 a 0, vede vittoriosa la squadra Bianca.
| PROVA    | SQUADRA BLU                | SQUADRA BLU                                            | PUNTI | PUNTI | SQUADRA BIANCA              | SQUADRA BIANCA                                            |
| -------- | -------------------------- | ------------------------------------------------------ | ----- | ----- | --------------------------- | --------------------------------------------------------- |
| I        | The Kolors con Renato Zero | Medley Il triangolo / Mi vendo                         | 0     | 1     | Klaudia                     | Anaconda                                                  |
| II       | Giorgio                    | Mash up Faith / Rama lama                              | 0     | 1     | Briga con Lucia Aliberti    | Once Upon a Time in The West                              |
| III      | Virginia con Nek           | Se telefonando                                         | 0     | 3     | Klaudia con Massimo Ranieri | O sole mio                                                |
| IV       | The Kolors                 | COMPARATA con Ricky Martin She bangs / The cup of life | 0     | 1     | Klaudia                     | COMPARATA con Ricky Martin La vida loca / The cup of life |
| V        | Giorgio                    | Sentimento                                             | 0     | 1     | Emma e Briga                | Empire State of Mind                                      |
| VITTORIA | SQUADRA BIANCA             | SQUADRA BIANCA                                         | 0     | 7     | GIORGIO                     | GIORGIO                                                   |

#### Seconda Partita
La seconda partita, con medesimo punteggio, viene vinta dai Blu.
| PROVA    | SQUADRA BLU | SQUADRA BLU               | PUNTI | PUNTI | SQUADRA BIANCA              | SQUADRA BIANCA |
| -------- | ----------- | ------------------------- | ----- | ----- | --------------------------- | -------------- |
| I        | The Kolors  | Why don't you love me     | 1     | 0     | Emma con Cristiano De André | Bocca di rosa  |
| II       | Virginia    | Enjoy the silence         | 1     | 0     | Briga                       | Nuestra vida   |
| III      | The Kolors  | Another Brick in the Wall | 3     | 0     | Klaudia e Emma              | Amame          |
| IV       | Virginia    | This is not a love song   | 1     | 0     | Briga                       | Esistendo      |
| V        | The Kolors  | Dirty Diana               | 1     | 0     | Klaudia                     | Un año de amor |
| VITTORIA | SQUADRA BLU | SQUADRA BLU               | 7     | 0     | KLAUDIA                     | KLAUDIA        |

#### Ballottaggio
| PROVA    | GIORGIO           | KLAUDIA          |
| -------- | ----------------- | ---------------- |
| I        | Take me to church | What kind of man |
| VITTORIA | KLAUDIA           | GIORGIO          |

### Finale
La finale del serale è andata in onda in diretta venerdì 5 giugno 2015.
- Torna il televoto per giudicare le sfide e decretare il vincitore di Amici.
- La Band The Kolors vince la quattordicesima edizione di Amici e il premio di 150000 €.
- La Ballerina Virginia Tomarchio vince il premio di 50000 € per essere arrivata prima nel circuito Danza.
- Il premio della critica viene assegnato alla band The Kolors

#### Prima sfida
| PROVA    | VIRGINIA                                | KLAUDIA          | VANTAGGIO    |
| -------- | --------------------------------------- | ---------------- | ------------ |
| I        | Carmen                                  | Preferisco così  | VIRGINIA     |
| II       | Schindler's List                        | 1,2,3            | VIRGINIA     |
| III      | Toxic                                   | Be Italian       | KLAUDIA      |
| IV       | Medley Grande, grande, grande / Requiem | Ma che freddo fa | N.D.         |
| QUARTA   | KLAUDIA 48%                             | KLAUDIA 48%      | KLAUDIA 48%  |
| VITTORIA | VIRGINIA 52%                            | VIRGINIA 52%     | VIRGINIA 52% |

#### Seconda sfida
| PROVA    | VIRGINIA                | THE KOLORS     | VANTAGGIO      |
| -------- | ----------------------- | -------------- | -------------- |
| I        | Enjoy the silence       | Maniac         | N.D.           |
| II       | Otello                  | Il mondo       | THE KOLORS     |
| III      | Les bourgeois           | Everytime      | THE KOLORS     |
| IV       | This is not a love song | Without you    | N.D.           |
| V        | Le quattro stagioni     | Me minus you   | N.D.           |
| TERZA    | VIRGINIA 26%            | VIRGINIA 26%   | VIRGINIA 26%   |
| VITTORIA | THE KOLORS 74%          | THE KOLORS 74% | THE KOLORS 74% |

#### Finalissima
| PROVA     | THE KOLORS            | BRIGA                       | VANTAGGIO      |
| --------- | --------------------- | --------------------------- | -------------- |
| I         | Radio Gaga            | La fine                     | N.D.           |
| II        | Why don't you love me | L'amore è qua               | N.D.           |
| III       | Cumm'è                | Esistendo                   | N.D.           |
| IV        | Love                  | Tu                          | N.D.           |
| V         | You are not alone     | La nuova stella di Broadway | N.D.           |
| VI        | Don't you worry child | Sei di mattina              | N.D.           |
| SECONDO   | BRIGA 39%             | BRIGA 39%                   | BRIGA 39%      |
| VINCITORI | THE KOLORS 61%        | THE KOLORS 61%              | THE KOLORS 61% |

## Giuria

### Giurati fissi
La giuria è composta dai seguenti membri:
     Presente in puntata
| Giudice         | Puntate | Puntate | Puntate | Puntate | Puntate | Puntate | Puntate | Puntate    | Puntate | Totale |
| Giudice         | 1ª      | 2ª      | 3ª      | 4ª      | 5ª      | 6ª      | 7ª      | Semifinale | Finale  | Totale |
| --------------- | ------- | ------- | ------- | ------- | ------- | ------- | ------- | ---------- | ------- | ------ |
| Sabrina Ferilli |         |         |         |         |         |         |         |            |         | 9      |
| Francesco Renga |         |         |         |         |         |         |         |            |         | 9      |
| Renato Zero     |         |         |         |         |         |         |         |            |         | 1      |
| Loredana Bertè  |         |         |         |         |         |         |         |            |         | 8      |

#### Giurati d'eccezione
Nella tabella sono indicati i Giurati d'eccezione, ospiti speciali che nel corso delle diverse puntate han fatto parte della giuria di qualità e hanno giudicato le esibizioni delle due squadre. In particolare, avranno la possibilità di votare solo al termine della terza prova di ogni partita esprimendo due voti, mentre il resto della giuria esprimerà nella sua totalità un solo voto. Nella tabella che segue sono illustrate inoltre le preferenze espresse dai Giurati d'eccezione nella terza prova delle diverse partite. Durante la finale, non ci sarà il giurato d'eccezione, gli unici giudici saranno i telespettatori grazie alla diretta e al televoto.
| Puntata | Data           | Giurato           | 1ª manche | 2ª manche |
| ------- | -------------- | ----------------- | --------- | --------- |
| 1       | 11 aprile 2015 | Biagio Antonacci  | BIANCHI   | BLU       |
| 2       | 18 aprile 2015 | Paolo Bonolis     | BLU       | BIANCHI   |
| 3       | 25 aprile 2015 | Kekko Silvestre   | BIANCHI   | BLU       |
| 4       | 2 maggio 2015  | Owen Wilson       | BLU       | BIANCHI   |
| 5       | 9 maggio 2015  | Lorella Cuccarini | BIANCHI   | BIANCHI   |
| 6       | 16 maggio 2015 | Stefano Accorsi   | BIANCHI   | BLU       |
| 7       | 23 maggio 2015 | Fiorella Mannoia  | BIANCHI   | BLU       |
| 8       | 30 maggio 2015 | Ricky Martin      | BIANCHI   | BLU       |

## Ospiti

### Ospite fisso
| Ospite            | Puntata        | Personaggio imitato          |
| ----------------- | -------------- | ---------------------------- |
| Virginia Raffaele | 11 aprile 2015 | Belén Rodríguez              |
| Virginia Raffaele | 18 aprile 2015 | Giorgiamaura                 |
| Virginia Raffaele | 25 aprile 2015 | Sabrina Ferilli              |
| Virginia Raffaele | 2 maggio 2015  | Giorgiamaura                 |
| Virginia Raffaele | 9 maggio 2015  | Roberta Bruzzone             |
| Virginia Raffaele | 16 maggio 2015 | Giorgiamaura                 |
| Virginia Raffaele | 23 maggio 2015 | Roberta Bruzzone             |
| Virginia Raffaele | 30 maggio 2015 | Giorgiamaura                 |
| Virginia Raffaele | 5 giugno 2015  | Centralinista conteggio voti |

#### Ospiti d'eccezione
| Puntata | Messa in onda  | Duettanti                                                             | Ospiti                                               |
| ------- | -------------- | --------------------------------------------------------------------- | ---------------------------------------------------- |
| 1       | 11 aprile 2015 | Gianni Morandi, Modà                                                  | Carlo Cracco, Roberto Saviano, Sheppard              |
| 2       | 18 aprile 2015 | Tiziano Ferro, Alessandra Amoroso                                     | Luca Argentero                                       |
| 3       | 25 aprile 2015 | Nek, Gianna Nannini                                                   | Luciano Onder                                        |
| 4       | 2 maggio 2015  | Marco Mengoni, Il Volo, Fedez, Dear Jack                              | Claudio Cecchetto                                    |
| 5       | 9 maggio 2015  | Massimo Ranieri, Marracash                                            | Dan Peterson, Roberto Saviano                        |
| 6       | 16 maggio 2015 | Antonello Venditti, J-Ax                                              | Edoardo Leo, Il Cile                                 |
| 7       | 23 maggio 2015 | Tiromancino, Malika Ayane                                             | Iva Zanicchi                                         |
| 8       | 30 maggio 2015 | Renato Zero, Lucia Aliberti, Nek, Massimo Ranieri, Cristiano De André | Alvin, Roberto Saviano con Michaela DePrince         |
| 9       | 5 giugno 2015  | –                                                                     | Eleonora Abbagnato, Angelo Baiguini, Roberto Saviano |

## Commissione della Critica
Nell'ultima puntata è presente una commissione per assegnare tra i finalisti il premio della critica del valore di € 50.000. La commissione è composta da:
| Anna Lupini         | TvZap.it                |
| Mattia Buonocore    | DavideMaggio.it         |
| Massimo Bernardini  | Tv Talk                 |
| Andrea Amato        | TvZoom.it               |
| Diego Odello        | TvBlog.it               |
| Domenico Catagnano  | Tgcom24                 |
| Claudia Fascia      | ANSA                    |
| Alessandra Menzani  | Libero                  |
| Stefano Caselli     | Il Fatto Quotidiano     |
| Elisabetta Esposito | La Gazzetta dello Sport |
| Stefano Mannucci    | Il Tempo                |
| Andrea Conti        | RTL 102.5               |
| Luca Dondoni        | La Stampa               |
| Paolo Giordano      | Il Giornale             |
| Andrea Laffranchi   | Corriere della Sera     |
| Franco Zanetti      | Rockol.it               |
| Marco Molendini     | Il Messaggero           |
| Marco Mangiarotti   | Quotidiano Nazionale    |
| Aldo Vitali         | TV Sorrisi e Canzoni    |
| Antonella Nesi      | Adnkronos               |

## Ascolti
| Puntata    | Registrazione      | Messa in onda  | Telespettatori | Share  | Fonte   |
| ---------- | ------------------ | -------------- | -------------- | ------ | ------- |
| 1          | 4 aprile 2015      | 11 aprile 2015 | 5 514 000      | 25,78% | [ F 1 ] |
| 2          | 11 aprile 2015     | 18 aprile 2015 | 4 970 000      | 22,95% | [ F 2 ] |
| 3          | 18 aprile 2015     | 25 aprile 2015 | 4 962 000      | 23,51% | [ F 3 ] |
| 4          | 25 aprile 2015     | 2 maggio 2015  | 4 927 000      | 24,63% | [ F 4 ] |
| 5          | 2 maggio 2015      | 9 maggio 2015  | 4 714 000      | 23,28% | [ F 5 ] |
| 6          | 9 maggio 2015      | 16 maggio 2015 | 4 790 000      | 23,15% | [ F 6 ] |
| 7          | 16 maggio 2015     | 23 maggio 2015 | 4 680 000      | 21,89% | [ F 7 ] |
| Semifinale | 24 maggio 2015     | 30 maggio 2015 | 4 908 000      | 24,58% | [ F 8 ] |
| Finale     | Diretta e televoto | 5 giugno 2015  | 6 536 000      | 34,20% | [ F 9 ] |
| Media      | Media              | Media          | 5 111 000      | 24,89% |         |

## L'interesse delle case discografiche
Anche durante quest'edizione è stata data la possibilità ad alcuni cantanti di firmare un contratto con alcune case discografiche per la realizzazione degli album d'esordio. In particolare si tratta di:
- The Kolors con la Baraonda, con cui il 19 maggio hanno pubblicato l'album Out
- Briga con la Warner Music, con cui il 19 maggio ha pubblicato l'album Never Again
- Luca Tudisca
- Davide Mogavero con cui il 5 giugno ha pubblicato l'album Davide Mogavero

## Curiosità
- Nella terza puntata del serale avrebbe dovuto partecipare come giurato d'eccezione il conduttore di Rai 1, Carlo Conti, a cui la Rai aveva consentito una liberatoria per partecipare al programma di Canale 5; successivamente però tale liberatoria è stata revocata dall'azienda pubblica per un mancato accordo con Mediaset.[F 10] La mancata presenza del conduttore di punta della Rai è stata poi sostituita con Kekko Silvestre, leader de I Modà.[F 11]